# Caenohomalopoda koreana
Caenohomalopoda koreana är en stekelart som beskrevs av Tachikawa, Paik och Paik 1981. Caenohomalopoda koreana ingår i släktet Caenohomalopoda och familjen sköldlussteklar. Inga underarter finns listade.